# Frank Robinson (giocatore di baseball)
Frank Robinson (Beaumont, 31 agosto 1935 – Los Angeles, 7 febbraio 2019) è stato un giocatore di baseball e allenatore di baseball statunitense di ruolo esterno nella Major League Baseball (MLB). È stato inserito nella National Baseball Hall of Fame nel 1982, al suo primo anno di eleggibilità.

## Carriera
Robinson ebbe una lunga carriera di successo come giocatore. Fatto insolito per una stella prima dell'avvento della free agency, divise i suoi anni migliori tra due squadre: i Cincinnati Reds (1956–65)  e i Baltimore Orioles (1966–71). Gli ultimi anni li trascorse con i Los Angeles Dodgers (1972), i California Angels (1973–74) e i Cleveland Indians (1974–76). È l'unico giocatore della storia ad avere vinto il premio di MVP di entrambe le leghe, nel 1961 coi Reds e nel 1966 con gli Orioles.
Nella sua prima stagione, quella del 1956, pareggiò il record per un rookie con 38 fuoricampo, venendo premiato come rookie dell'anno della National League. Anche se i Reds vinsero il pennant della NL nel 1961 e Robinson vinse il suo primo premio di MVP quell'anno (a luglio ebbe una media battuta di .409, con 13 home run e 34 RBI venendo premiato come giocatore del mese) la sua miglior stagione offensiva fu probabilmente quella del 1962, in cui batté con .342 con 39 fuoricampo, 51 doppi, 208 valide, 136 RBI e 134 punti. Nel 1961 i Reds furono sconfitti nelle World Series dagli Yankees.

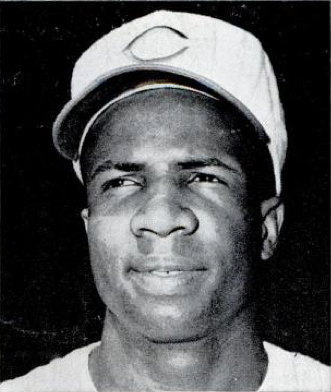
Robinson con i Reds nel 1961

Prima della stagione 1966, il proprietario dei Reds Bill DeWitt cedette Robinson a Baltimora per i lanciatori Milt Pappas e Jack Baldschun e l'esterno Dick Simpson. Lo scambio in seguito venne considerato uno dei peggiori affari della storia del baseball, in particolare perché Robinson aveva solamente 30 anni e le sue stagioni più produttive dovevano ancora giungere. DeWitt cercò di difendere la bontà della propria decisione di fronte agli scettici tifosi dei Reds indicando Robinson con la famosa frase "non un giovane trentenne." Questo fatto macchiò però per sempre la reputazione di Dewitt e rese difficoltose le cose a Cincinnati per Pappas che fu poi ceduto dopo sole tre stagioni. Vi furono anche voci secondo cui Robinson non andava d'accordo col compagno di squadra Vada Pinson. Nel primo anno con Baltimore, Robinson vinse la Tripla corona, guidando la American League con .316 in battuta (il minimo per un vincitore della tripla corona), 49 home run (il massimo di sempre per un battitore destro vincitore della corona) e 122 punti battuti a casa. L'8 maggio 1966, Robinson divenne l'unico giocatore della storia a battere un home run che uscì completamente dal Memorial Stadium. Fino a quando gli Orioles si trasferirono a Camden Yards nel 1991, una bandiera con la scritta "QUI" rimase posta nel punto in cui la palla lasciò lo stadio.
Gli Orioles vinsero le World Series 1966 di cui Robinson fu nominato miglior giocatore. Nella vittoria per quattro gare a zero sui Los Angeles Dodgers campioni in carica, Robinson batté due fuoricampo in gara 1 mentre in gara 4 segnò l'unico punto della sua squadra nel decisivo 1-0. Entrambi i fuoricampo furono su lancio del futuro membro della Hall of Fame Don Drysdale. Gli Orioles raggiunsero di nuovo le World Series per tre anni consecutivi dal 1969 al 1971, vincendole nel 1970 contro i suoi ex Reds.
Al momento del ritiro, i 586 fuoricampo di Robison erano il quarto risultato di tutti i tempi (dietro solo a Hank Aaron, Babe Ruth e Willie Mays). È al secondo posto della storia di Cincinnati con 324, dietro al solo Johnny Bench ed è il leader di tutti i tempi della squadra in media bombardieri
(.554). Nel 1999, The Sporting News lo inserì al 22º posto nella classifica dei migliori cento giocatori di tutti i tempi.

## Palmarès

### Club
- World Series: 2

Baltimore Orioles: 1966, 1970

### Individuale
- MVP della National League: 1

1961
- MVP dell'American League: 1

1966
- MVP delle World Series: 1

1966
- MVP dell'All-Star Game: 1

1971
- MLB All-Star: 14

1956, 1957, 1959, 1959², 1961, 1961², 1962², 1965–1967, 1969–1971, 1974
- Tripla corona: 1

1966
- Rookie dell'anno della National League - 1956
- Manager dell'anno dell'American League: 1

1989
- Guanti d'oro: 1

1958
- Atleta maschile dell'anno dell'Associated Press: 1

1966
- Numero 20 ritirato dai Cincinnati Reds
- Numero 20 ritirato dai Baltimore Orioles